# BL 5.5-inch medium gun
Die Ordnance BL 5.5-inch Gun war ein britisches mittleres Artilleriegeschütz während des Zweiten Weltkrieges. Es wurde in der zweiten Hälfte des Krieges zu einem Standardgeschütz der Commonwealth-Staaten und hatte eine Verwendungszeit bis weit ins 20. Jahrhundert hinein.

## Geschichte
Das britische Empire nahm verschiedene Erfahrungen aus dem Ersten Weltkrieg mit. Man hatte erstmals erkannt, dass Bomber im Hinterland wie weitreichende Artillerie agieren konnten und dass auch die größten Geschütze, wie zum Beispiel das deutsche Paris-Geschütz, nicht den Sieg der eigenen Streitkräfte garantieren.
Während der 1930er-Jahre konnte sich im Inselstaat Großbritannien die Royal Air Force (britische Luftwaffe) als junger militärischer Zweig erfolgreich gegen die Artillerie durchsetzen. Infolgedessen musste die gesamte Artillerie mit geringen Mitteln für Neuentwicklungen auskommen. Doch der drohende Kriegsausbruch änderte die Situation.
So wurde im Januar 1939 ein Entwicklungsauftrag für ein neues Geschütz, welches die veraltete Haubitze BL 6-inch 26 cwt ersetzen sollte, erteilt.
Die ersten Geschütze wurden im Sommer 1941 der British Army übergeben, doch gab es noch einige Nachbesserungen. Erst fast ein Jahr später im Mai 1942 wurden 20 Stück nach Nordafrika verschifft. Beim Einsatz in Italien kam es zu Rohrkrepierern, die vermutlich auf einige änderbare Umstände, wie Schmutz und ausgeschossene Rohre zurückzuführen waren. Später galt das Geschütz durchaus als ein brauchbares Konzept und blieb letztlich mit Commonwealth-Staaten bis über die 1990er-Jahre hinaus im Einsatz.
Die 5.5-inch Gun wurde ausschließlich in Großbritannien gefertigt.

## Einsatz
Neben der British Army wurde das Geschütz im Zweiten Weltkrieg auch von kanadischen, australischen, südafrikanischen, indischen und polnischen Einheiten zum Einsatz gebracht. Auch neuseeländische Einheiten verwendeten dann das Geschütz.
Erstmals kamen die Geschütze in der Schlacht von El Alamein gegen die vorstoßenden Achsen-Streitkräfte zum Einsatz. Eingesetzt wurden sie dort von britischen Einheiten und der Forces françaises libres.
Auch nach dem Zweiten Weltkrieg wurde es von der Royal Artillery weiterverwendet.

## Technik
Die Ordnance BL 5.5-inch Gun hatte eine Spreizlafette und wurde ohne Protze an ein Zugfahrzeug angehängt, was das Manövrieren in der Stellung erleichterte. Besonders auffällig waren die beiden links und rechts vom Rohr hochstehenden hydro-pneumatischen Ausgleichszylinder, die dem Geschütz ein ungewöhnliches Aussehen verliehen. Der von links eingeschwenkte Verschluss wird als Asbury mit Welin screw bezeichnet. Zu erwähnen ist der Schnelllade-Mechanismus. Nach dem Schuss konnte das Geschütz vertikal entriegelt und manuell zum Laden in eine horizontale Position gebracht werden. Dann konnte es per physischen Druck auf das Ende der Rohrwiege schnell wieder in die voreingestellte Erhöhung gebracht werden. Der Richtkanonier konnte dabei unabhängig vom Ladevorgang arbeiten.
Natürlich gab es im Laufe der Produktion einige Änderungen, so sind mindestens drei Ausführungen der Waffe (Mk 1, 2 und 3) und zwei unterschiedliche Unterlafetten (Mk 1 und 2) bekannt.
Die Geschosstypen waren HE (High Explosive), BE smoke, BE coloured smoke, BE incendiary. Zur Reichweitensteigerung wurde ein leichteres Geschoss – das ursprüngliche hatte ein Gewicht von 45,36 kg (100lb) – eingeführt, das als „80lb“ (36,28 kg) bezeichnet wurde, aber effektiv 37,25 kg, also 82lb wog. Damit wurden dann 16.600 m statt 14.860 m erreicht.

## Zugfahrzeuge
- AEC Matador artillery tractor
- AEC Militant Mk 1 6×6
- FV 1103 Leyland Martian 6x6 Medium artillery tractor

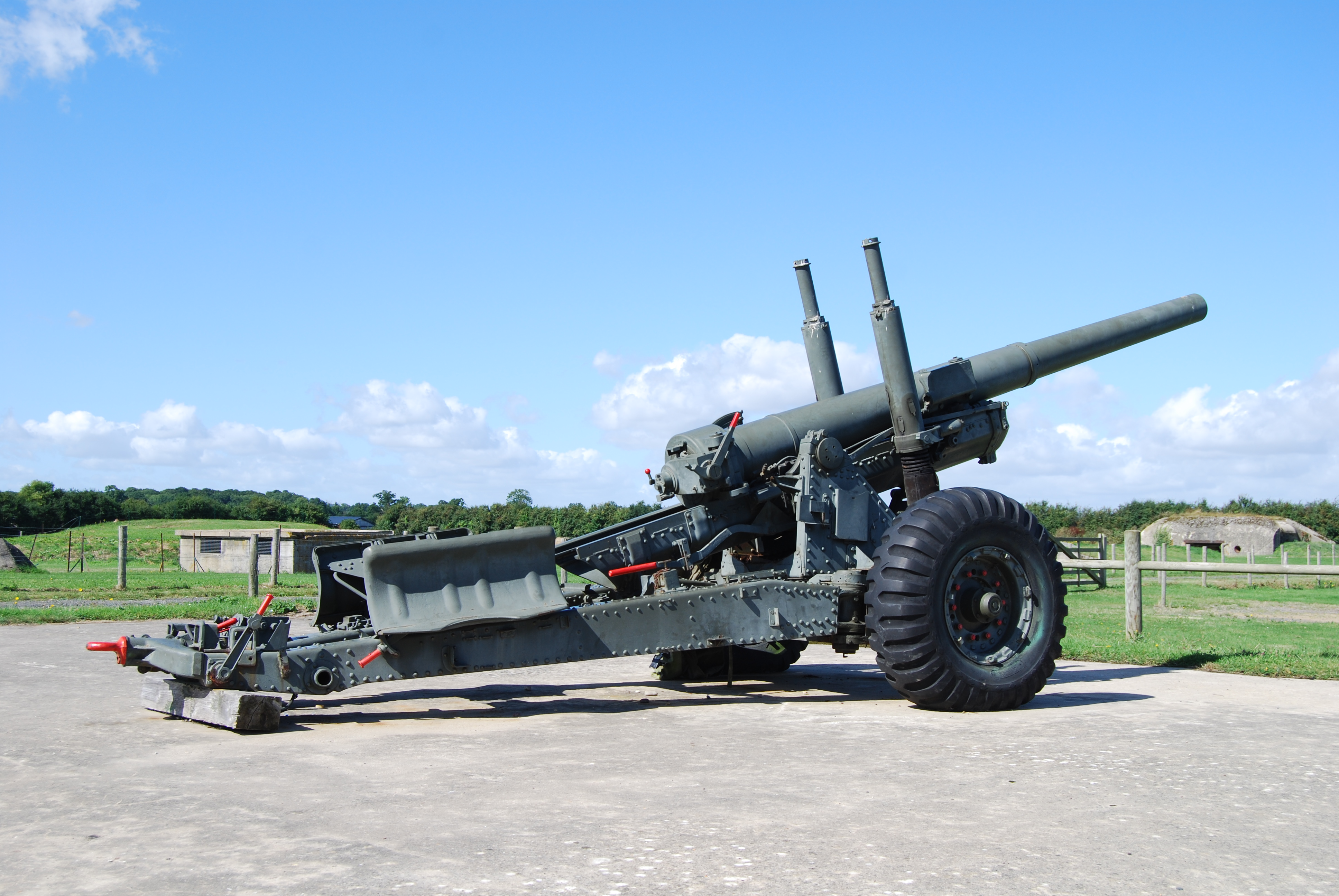
Geschütz transportvorbereitet
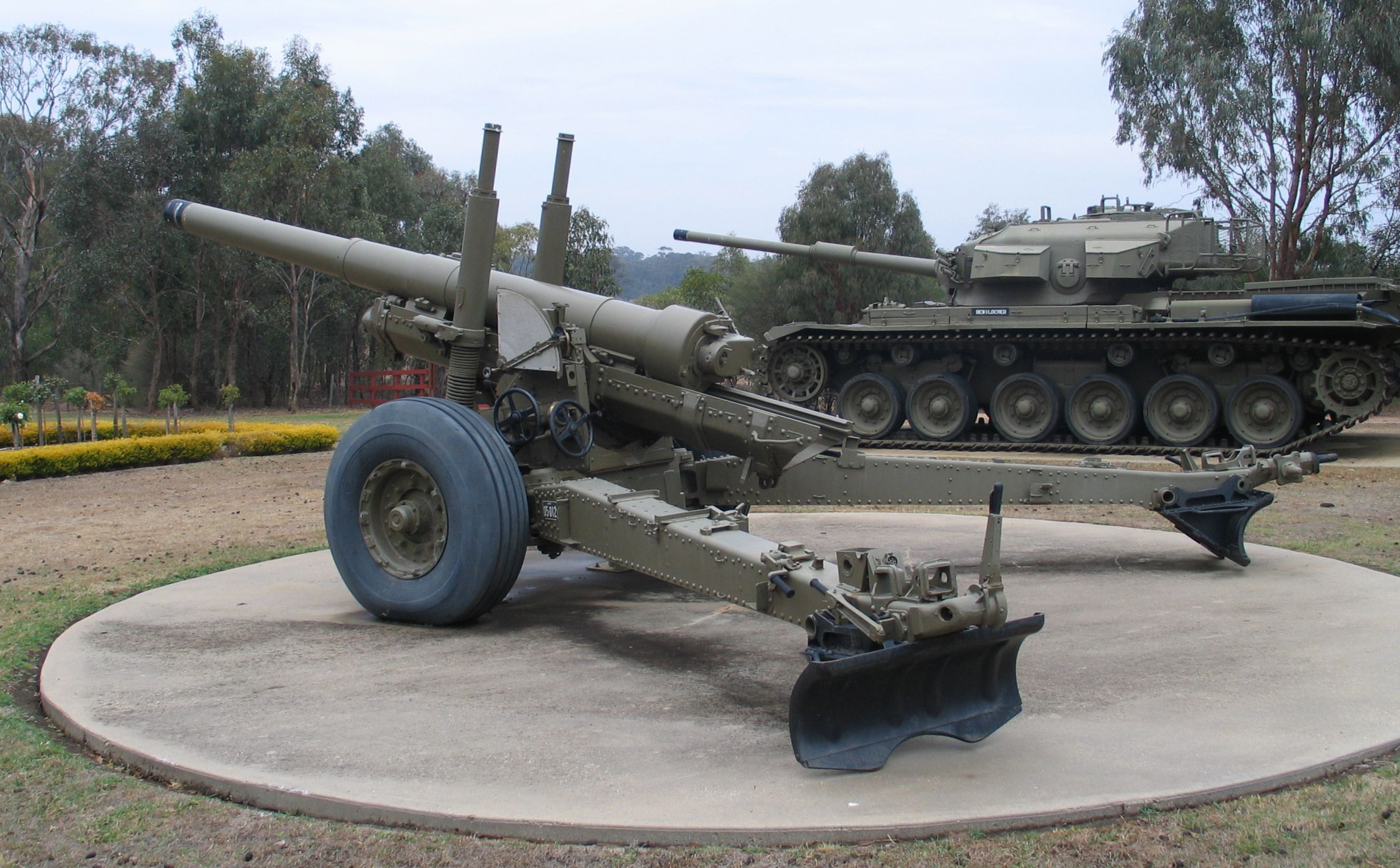
Spreizlafette mit Erdspornen.
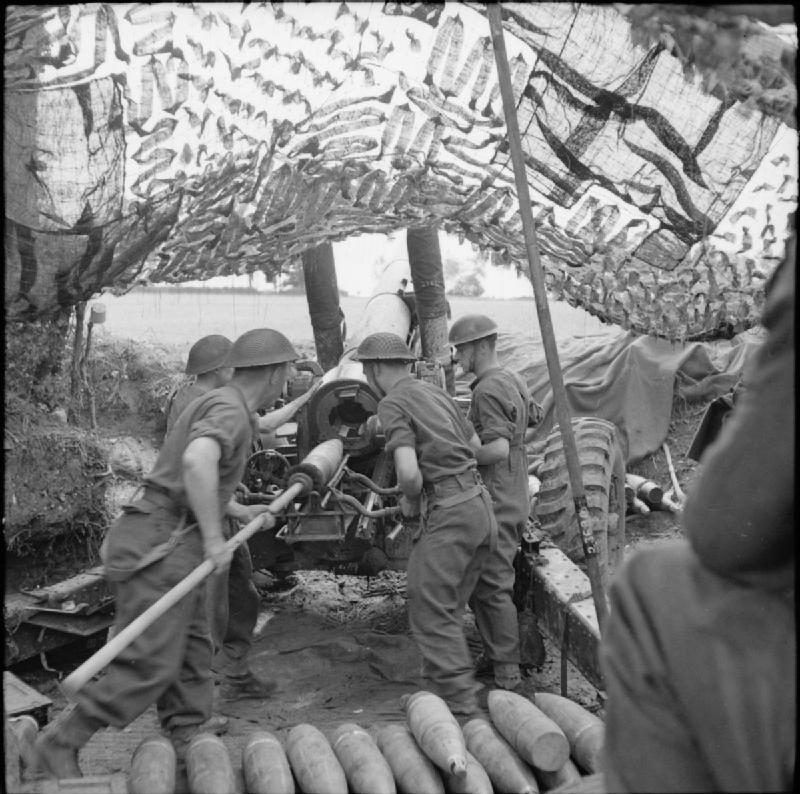
Kanoniere beim Laden des Geschützes.
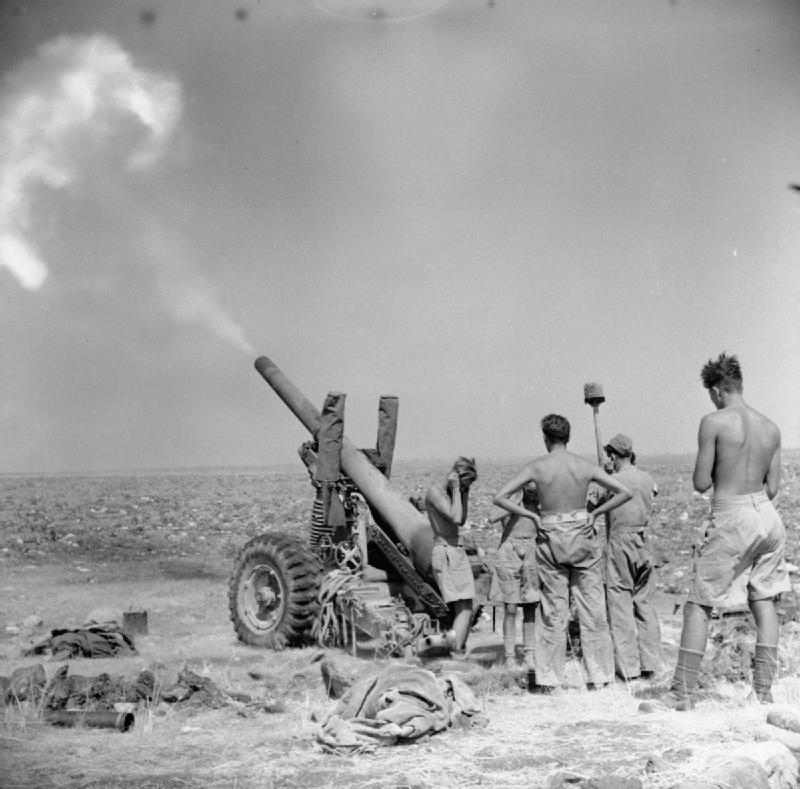
Schussabgabe